# 失溫症
失溫症（英語：Hypothermia，源自希臘文），又稱低溫症、低體溫症，是指當人體核心溫度低於35.0 °C（95.0 °F）時出现的各种症状。失溫症的症狀取決於溫度，輕度失溫可能造成發抖與意识模糊，中度失溫时發抖症狀消失，但意识模糊的狀況則會加劇。在重度失溫的情況下，會有反常脫衣現象，患者会開始脫去衣物，這同時增加了心搏停止的風險。
失溫症主要有兩個造成原因，第一個最常見的是暴露在極低溫的環境中，也有可能是處於任何一種會抑制體內產熱機制或增加失溫速度的情況下。第二种多与酒精中毒有关，但也可能与低血糖、厭食症、年老或其他不明原因有关。體溫調節的恆定機轉理應將身體溫度維持在36.5—37.5 °C（97.7—99.5 °F）間。顫抖、增加自發性運動的頻率以及穿上溫暖的衣物都有助於提高體內溫度。失溫症主要依據評估患者受當下所處環境中危險因素引發的各項病徵，或藉由測量病人的核心溫度进行診斷。
輕度的失溫症可以通过服用热饮、穿著暖和衣服及身體活動來改善。中度失溫则应使用加熱毯及注射加熱過後的靜脈輸液。中等或是嚴重的失溫症病患需小心的移動。嚴重的失溫症病患可以用體外心肺循環或是體外膜氧合。若已沒有脈搏需同時進行心肺復甦（CPR）。病人的復溫需持續到其體溫超過32 °C（90 °F）為止。若此時病情仍沒有改善，或是過程中血鉀濃度高於12 mmol/liter，此時可以停止心肺复苏術。
美國每年大約有1,500人因失溫症而喪生，患者多為老年人與男性。目前記錄中，失溫症患者所能達到的最低溫度是一名在瑞典因溺水而造成失溫的7歲女孩，她當時的體溫為13.0 °C（55.4 °F），急救記錄中描述在經過超過六個小時的心肺復甦術(CPR)後她成功存活下來。若過程中使用葉克膜或繞道手術，存活率大約是50%左右。戰爭中，失溫症常常是造成士兵死亡的重要死因。和失溫症相對的症状是高熱，該疾病的成因是由於體內溫度的調節系統失常而使得體溫不正常的升高。

## 症状
人体的正常体温是36.5–37.5 °C（97.7–99.5 °F）。低体温症根据其严重程度可分为三期。

### 第一期
体温降至比正常体温低1-2 °C（1.8-3.6 °F）。在这一阶段，人体会产生颤抖，双手麻木，无法完成复杂动作。远端肢体血管收缩，以减少热量散失。呼吸快而浅。皮肤上出现“鸡皮疙瘩”，尝试使毛发竖立起来形成隔热层（人体由于毛发不足，这一反应作用有限，但是在其他物种中作用较大）。病人可能感觉疲劳和腹部疼痛。病人会有温暖的感觉，但事实上这是低体温症发展到第二期的信号。一种测试病情向第二期发展程度的方法是病人能否使拇指和小指接触，这是肌肉停止工作的第一阶段。病人可能会有视力困难。

### 第二期
体温降至比正常体温低2-4 °C（3.8-7.6 °F）。颤抖更猛烈。肌肉不协调更明显。行动更迟缓、困难，伴有步伐跌跌撞撞、方向混亂，尽管病人可能保持警觉。浅层血管继续收缩，以保持重要器官的温度。病人面色苍白，唇、耳、手指和脚趾可能变蓝。

### 第三期
体温降至大约32 °C（89.6 °F）以下。颤抖通常已停止。语言有困难，思维迟钝，记忆开始出现问题。通常手已经不能使用，行走经常跌倒。细胞新陈代谢停止。体温降至30 °C（86.0 °F）以下时，暴露的皮肤变蓝、涨大，肌肉协调能力几乎完全丧失，行走几乎不可能，语无伦次、行动毫无理性（包括可能尝试钻进洞里），甚至昏迷。脉搏和呼吸显著减慢，但是可能发生心率过快（心室性心搏过速和心房纤维性颤动）。主要器官停止工作，宣告临床死亡。由于细胞活动降低，一段时间之后脑死亡才会发生。

## 处置
多穿衣服、棉被为身体保温，但衣服，棉被并不能增加热量，只起到减少热量流失的作用。所以，遇到寒冷天气应当立刻穿上衣服，盖上棉被，否则如果到了第三周期后很难调节体温了。
同时在第一周期时，建议进行适当运动防止人体温度散失过快，做运动可以增加热量。但是如果人体温度持续下降应立刻停止运动并且向周边进行求助。
亦有一種「快速啟動回溫法」（Rapid Active Rewarming），即將傷者浸泡在不超過35°C的溫水里，並且緩慢加熱到40°C，持續10分鐘。此法在納粹德國进行的实验中被發現，是迄今最有效的治療方法，西方國家也大量採用這個方法。

## 歷史

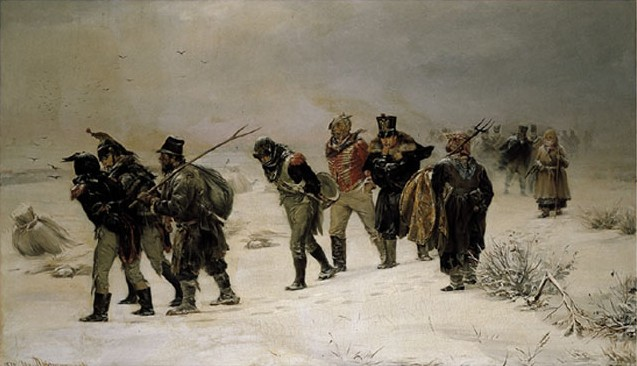